# Миза Віті
Миза Віті (ест. Viti mõis, нім. Wittenpöwel) — колишній дворянський маєток знаходиться на півночі  Естонії в  волості Гарку повіту Харьюмаа.

## Історія
Мизу було заснованао в 1630 р. Першим власником був Герман Вітт (нім. "Hermann Witt") і від нього і походить назва мизи.

Після  Північної війни миза належала Герману фон Рентелну (нім. "Hermann von Renteln").

З 1740 р. мизою володів Християн Бух (нім. Christian Buchau).

У 1785 році миза перейшла у володіння Йохана Християна фон Вістенгаузена нім. "Johann Christian von Wistinghausen") і залишалася у володінні його сім'ї сім наступних десятиліть.

З 1858 р. до  націоналізації 1919 р. миза була у володінні власників  мизи Вяяна фон Штакельбергів, тим самим ставши побічною  мизою Вяяна.

## Архітектура
Головна будівля мизи це одноповерховий будинок з напівскатним дахом. Центральна частина будівлі двоповерхова і перед нею маленький багатокутний вестибюль. Головна будівля належить мабуть до кінця XVIII століття.
Головна будівля дійшла до наших днів сильно перебудованою в XX столітті. Будівлю зробили в повному обсязі двоповерховою, а центральну частину — триповерховою.
Збереглися також деякі господарські будівлі, найбільш представницьким з них є остов 12-турбінного млина на південний схід від головної будівлі.

## Маєток
Додаткові споруди були розташовані перед головною будівлею уздовж південного кордону  аурингів.
Дорога, яка вела з Вяяна до Вітти, останні 250 метрів була прямою алеєю орієнтованої на центр мизи.
Не доїжджаючи до кола біля головної будівлі алея перетиналася з історичною дорогою Раннамийза — Мурасте — Лауласмаа.